# 積翠寺
積翠寺（せきすいじ）は、山梨県甲府市上積翠町にある寺院。宗派は臨済宗妙心寺派で、山号は万松山。本尊は釈迦如来。

## 沿革
所在する甲府市上積翠町は甲府盆地北縁のほぼ中央、甲府市街地北部に隣接する武田神社の北北東方向に位置し、積翠寺は要害山の南西麓の標高約530メートルに立地する。開祖は行基とされ、『甲斐国志』に拠れば古くは石水寺と呼ばれたという。『甲斐国社記・寺記』に拠れば、南北朝時代に夢窓疎石の高弟竺峰を中興開山としたという。
『高白斎記』に拠れば、戦国時代には要害山に武田信虎が甲府市武田の躑躅ヶ崎館の詰城として要害山城が築城された。信虎嫡男の晴信（信玄）は永正18年（1521年）11月3日に要害山城において誕生したとされ、境内には産湯を汲んだとされる井戸である産湯天神が残されている。
戦国期には武田氏が主催する和歌や連歌会が行われ、積翠寺のほか甲府では一蓮寺や尊躰寺、東光寺などの寺院で開催されている。天文11年（1542年）3月9日には駒井高白斎が当座を務めた歌会が行われ、天文16年4月5日にも冷泉為和を招いた和漢聯句が行われている（『為和集』）。
寺宝として天文15年7月26日に後奈良天皇勅使として下向した三条西実澄・四辻季遠を招いて行われた句会の記録である『武田晴信和漢聯句帳』や、江戸時代に後陽成天皇皇子の八宮良純法親王が愛用したと伝わる硯箱・煙草盆が伝来している。
近世には慶長8年（1603年）に徳川四奉行から積翠寺村内に寺領を安堵されているが、判物は火災で失われている。

## ギャラリー

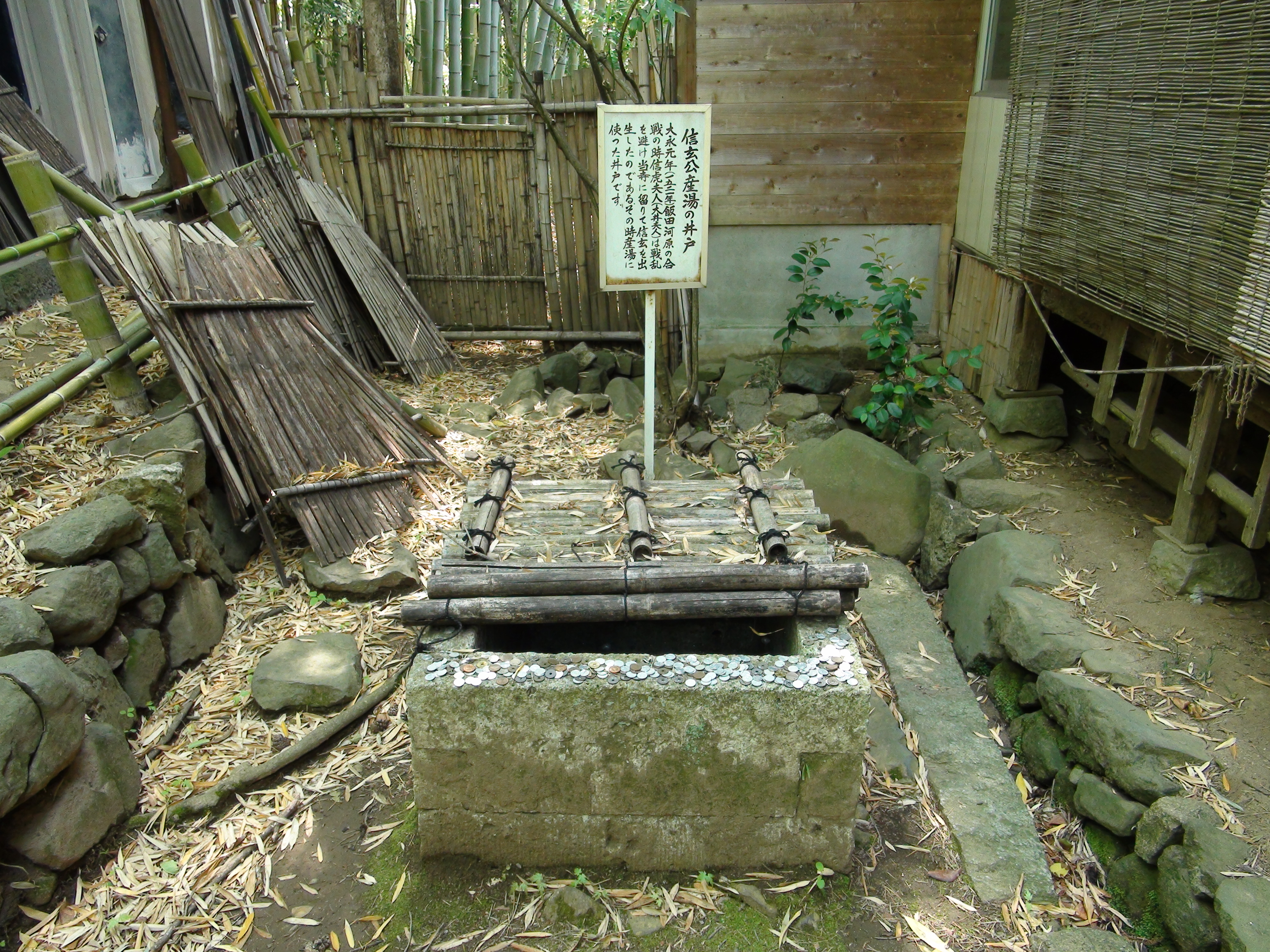
信玄公の産湯を汲んだと伝わる井戸

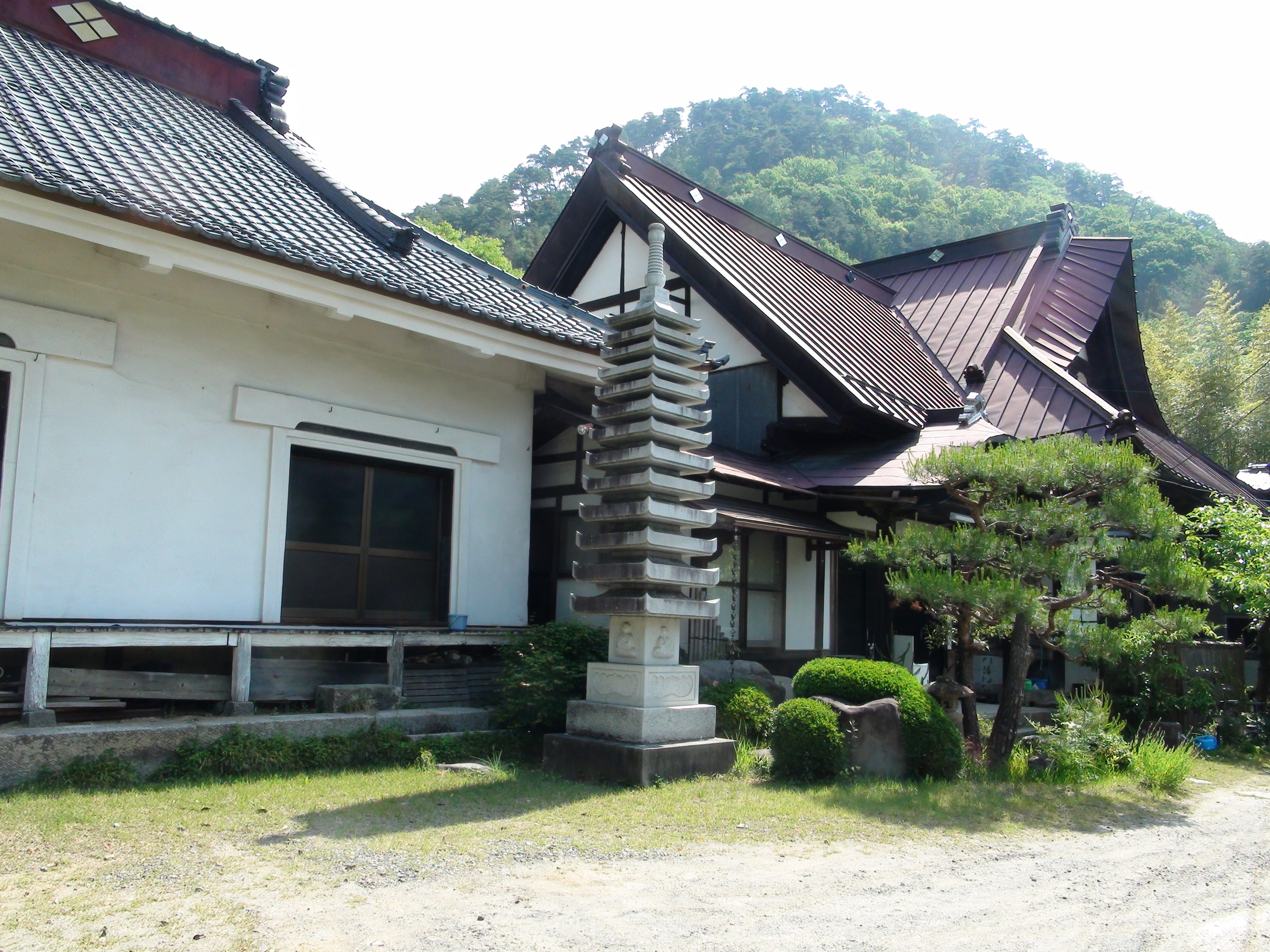
庫裏と本堂
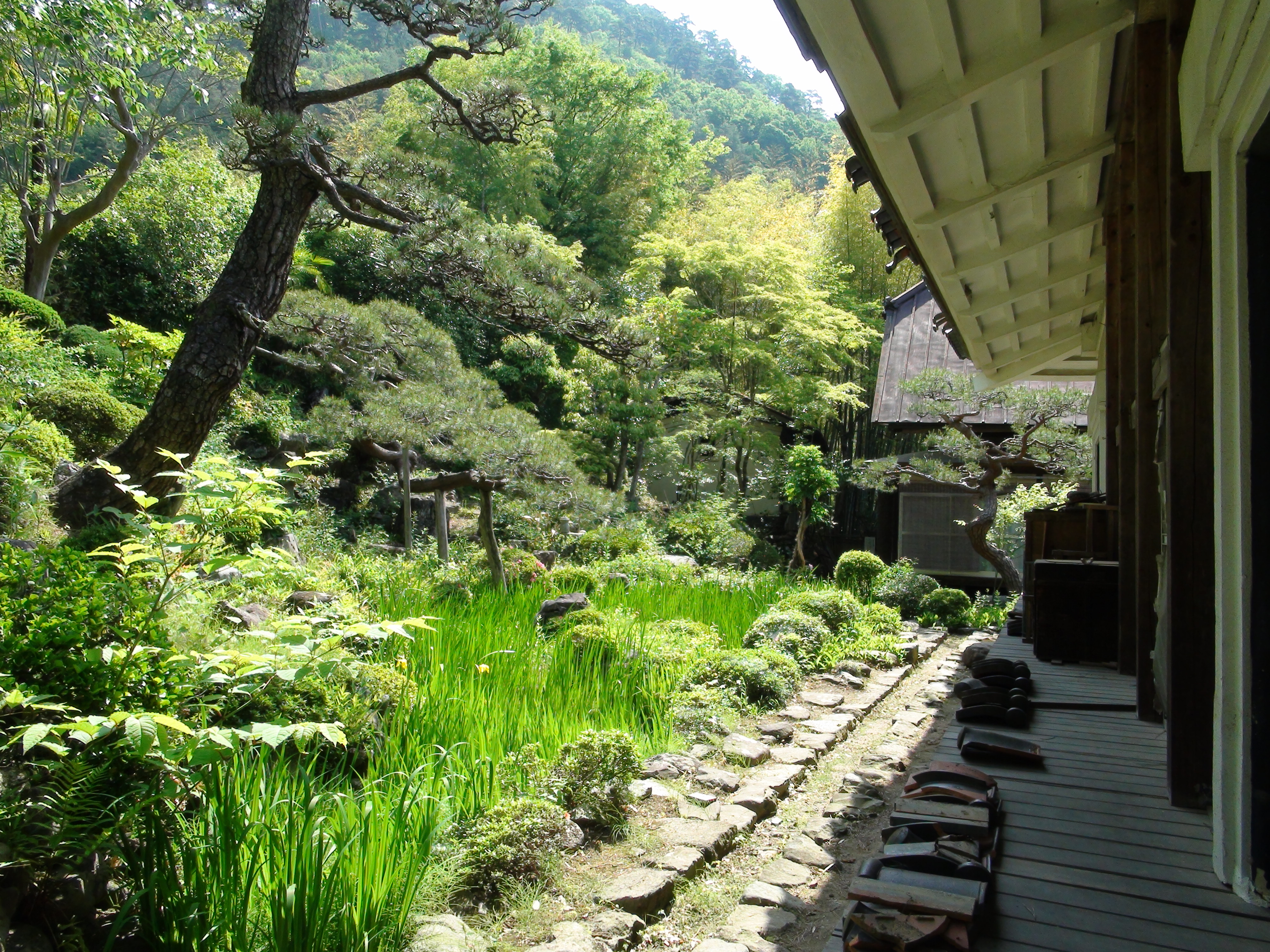
本堂裏手の庭園
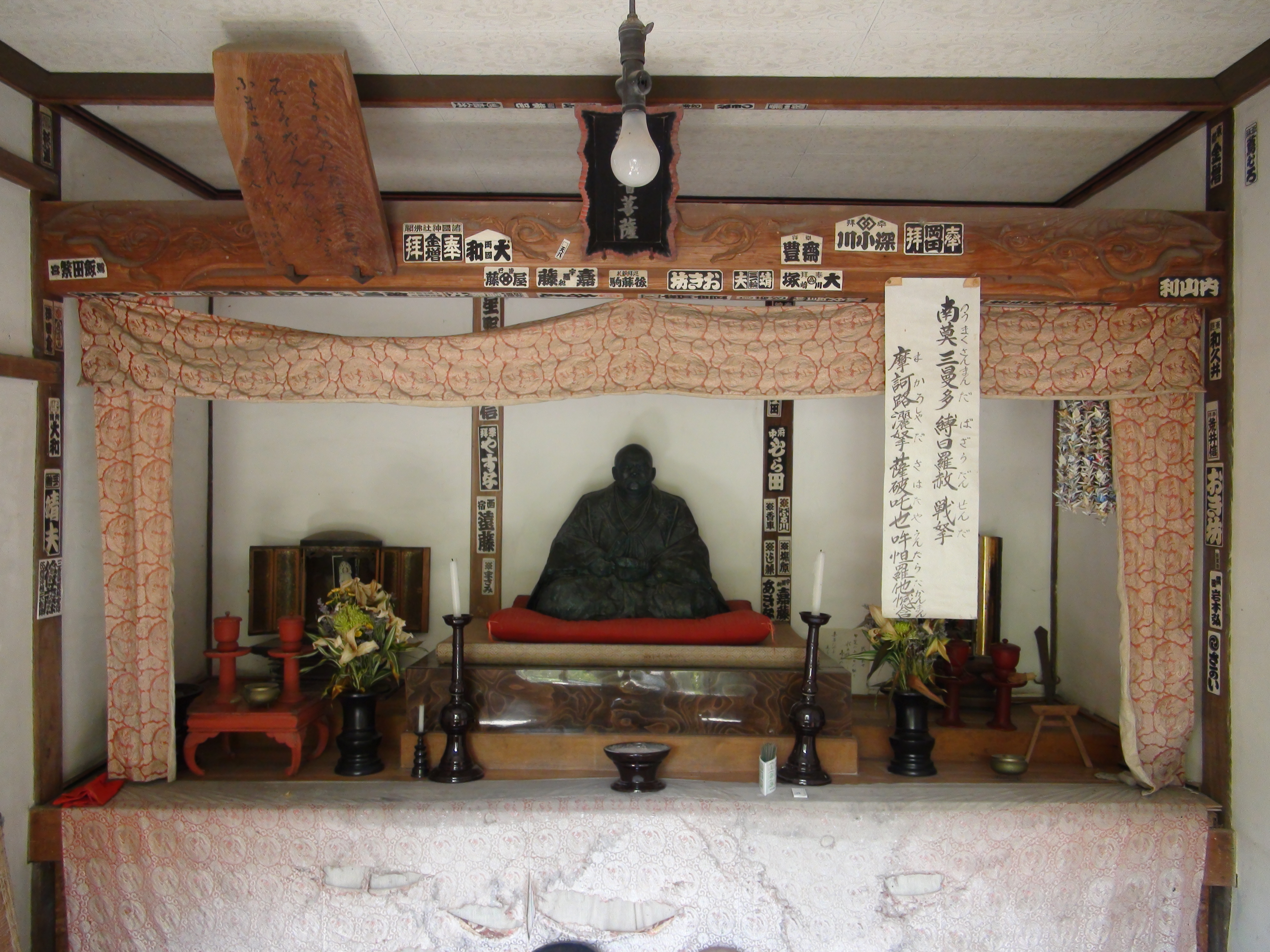
不動堂の武田信玄像